# A fortiori
« A fortiori » est une locution latine adverbiale signifiant « à plus forte raison ». L'argument a fortiori est un argument qui est souvent présenté en même temps que les arguments a pari et a contrario, notamment dans plusieurs manuels de théorie du droit. Ces arguments sont expliqués comme trois types de positions que l'on peut prendre en égard à l'application ou non d'une catégorie à un cas donné
En logique formelle, un tel argument correspond à une implication qui n'est pas une équivalence, par exemple {\displaystyle x>3\implies x>2}
Soit : "x est plus grand que 3, donc, a fortiori, x est plus grand que 2."